# Diệc xanh lớn
Diệc xanh lớn (danh pháp hai phần: Ardea herodias) là một loài chim thuộc họ Diệc. Diệc xanh lớn phân bố phổ biến gần bờ biển của nước mở cửa và trong các vùng đất ngập nước trên hầu hết các miền Bắc và Trung Mỹ cũng như vùng biển Caribbean và quần đảo Galápagos. Nó là một loài lang thang hiếm sang châu Âu, với các ghi nhận hiện diện từ Tây Ban Nha, Azores, Anh và Hà Lan. Một dân số toàn màu trắng được tìm thấy chỉ trong vùng biển Caribbean và Nam Florida đã từng được xem như một loài riêng biệt và được gọi là diệc trắng lớn.

## Hình ảnh

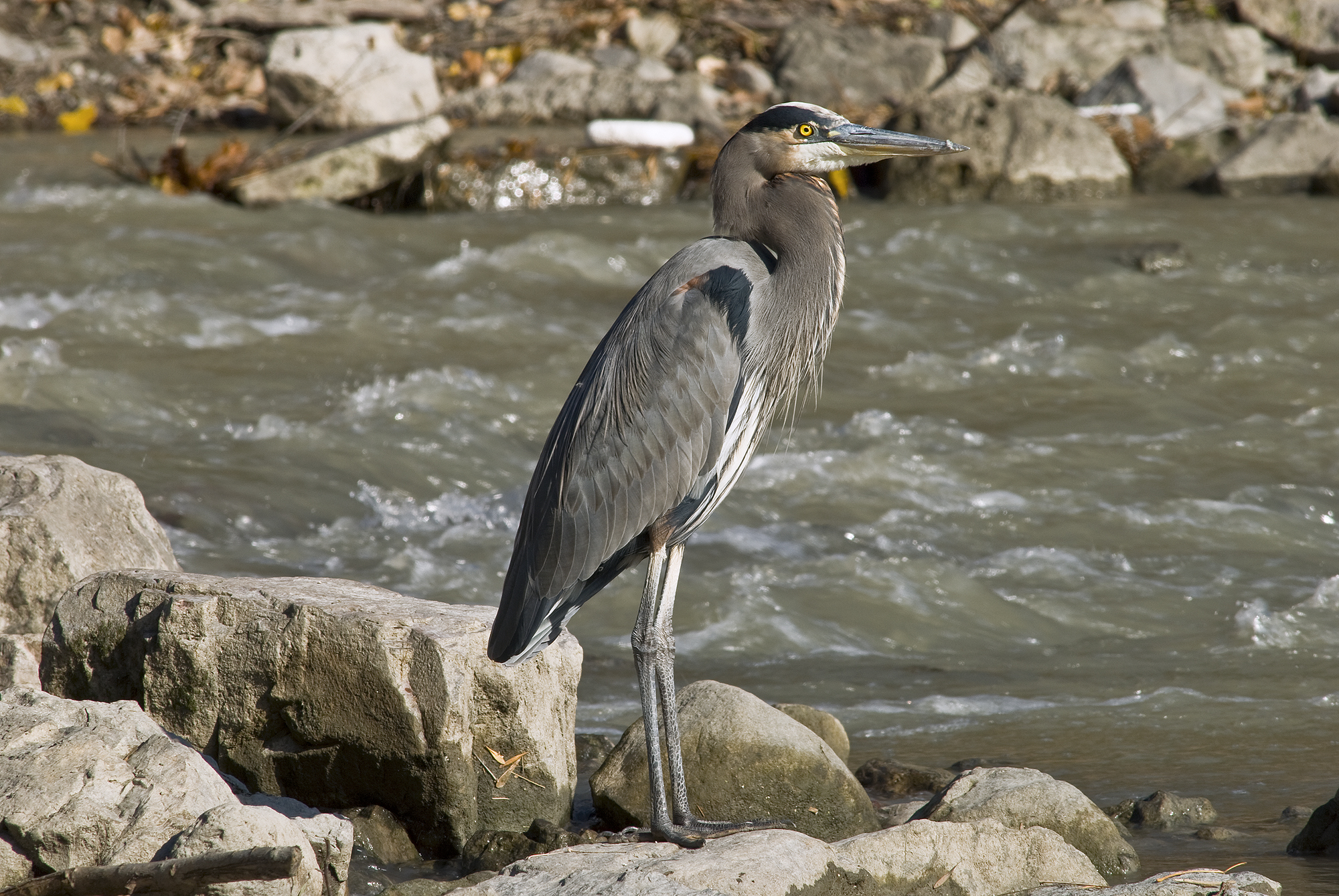
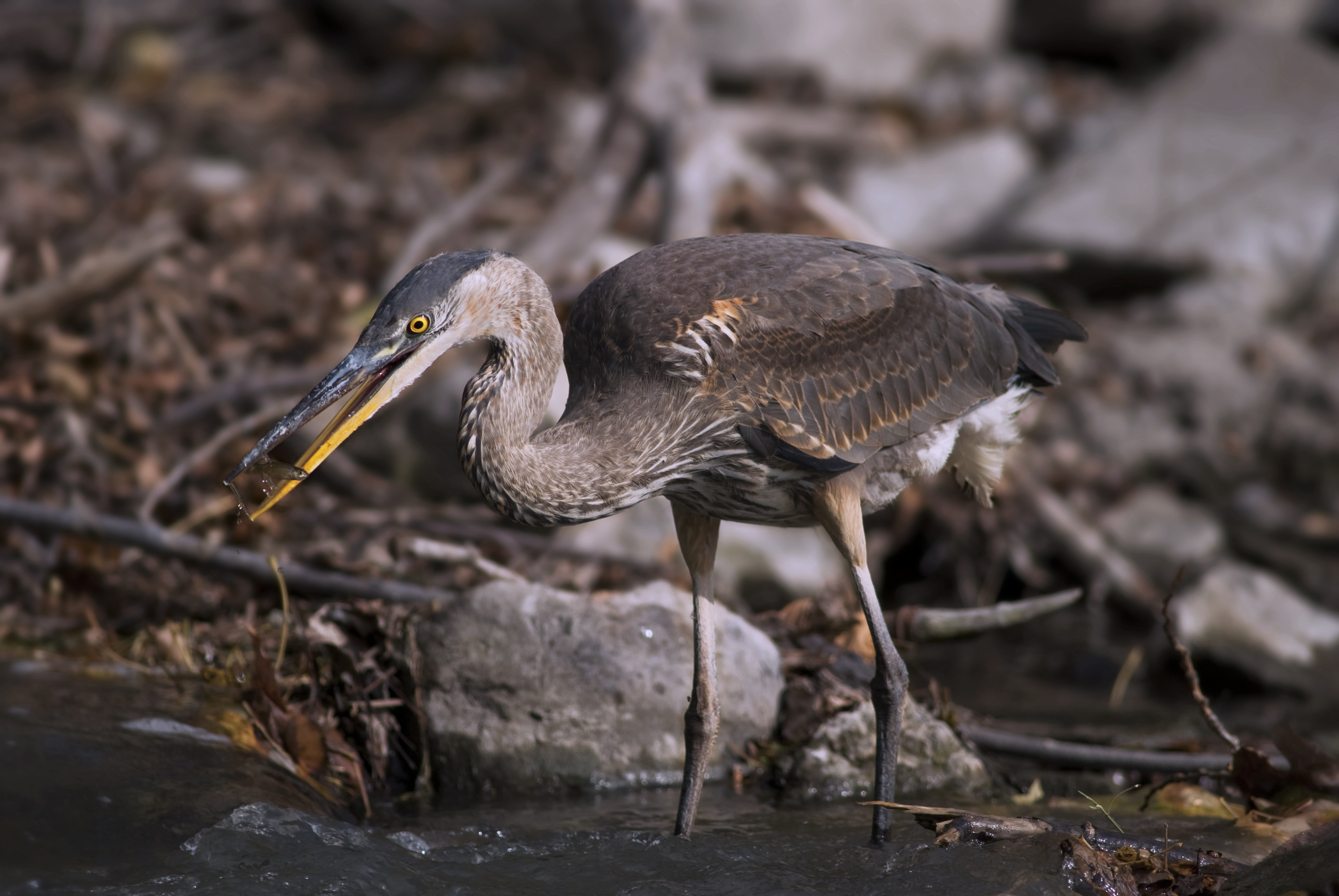
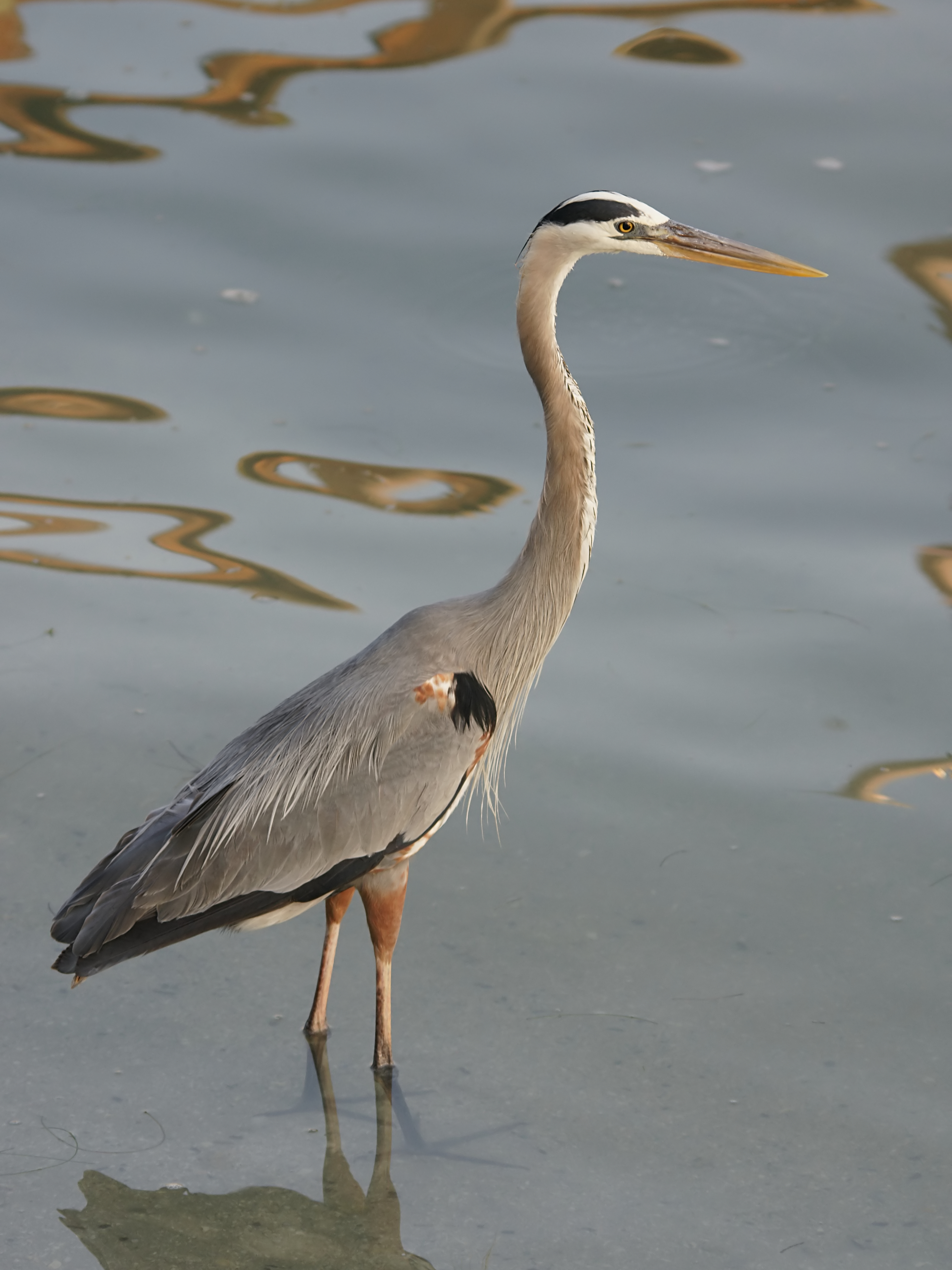
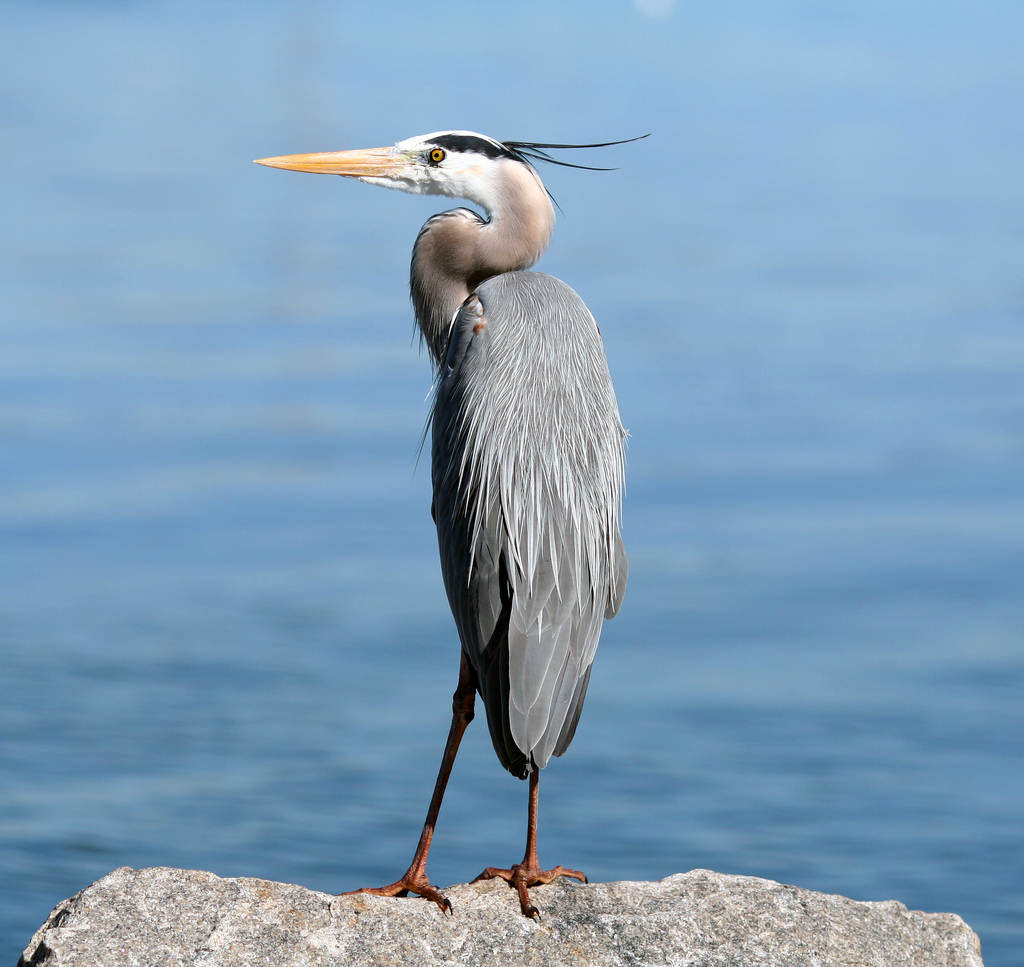
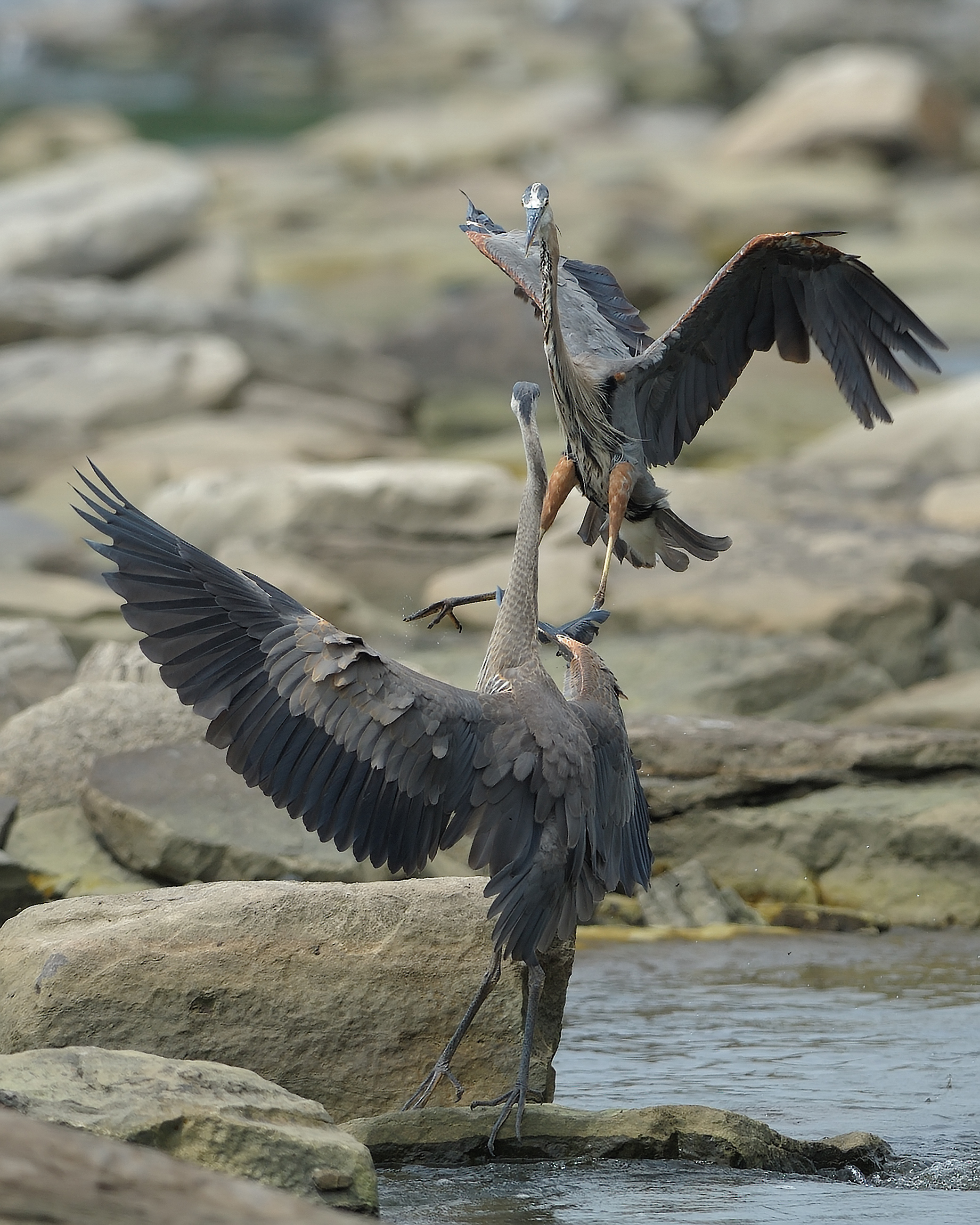
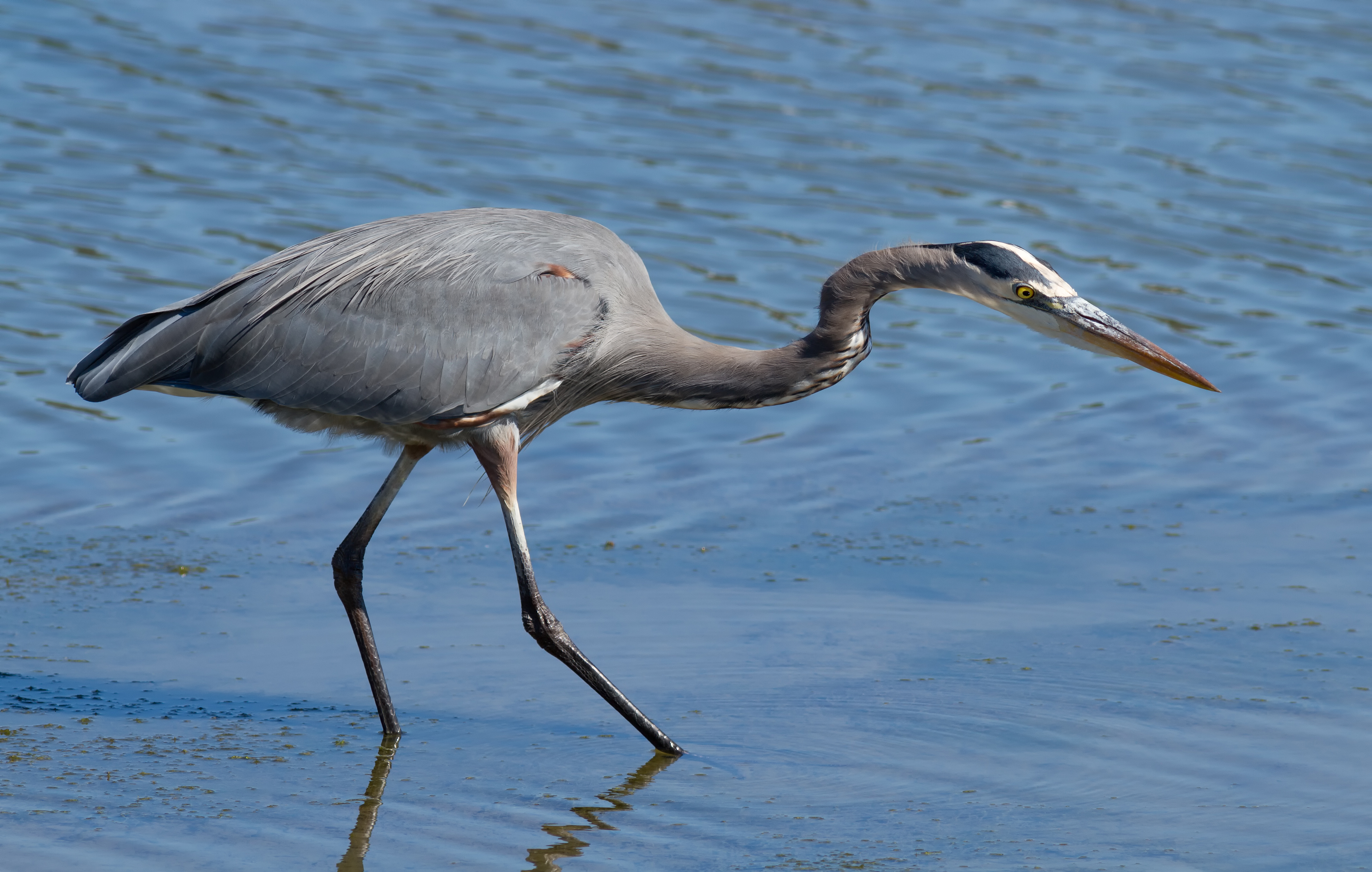
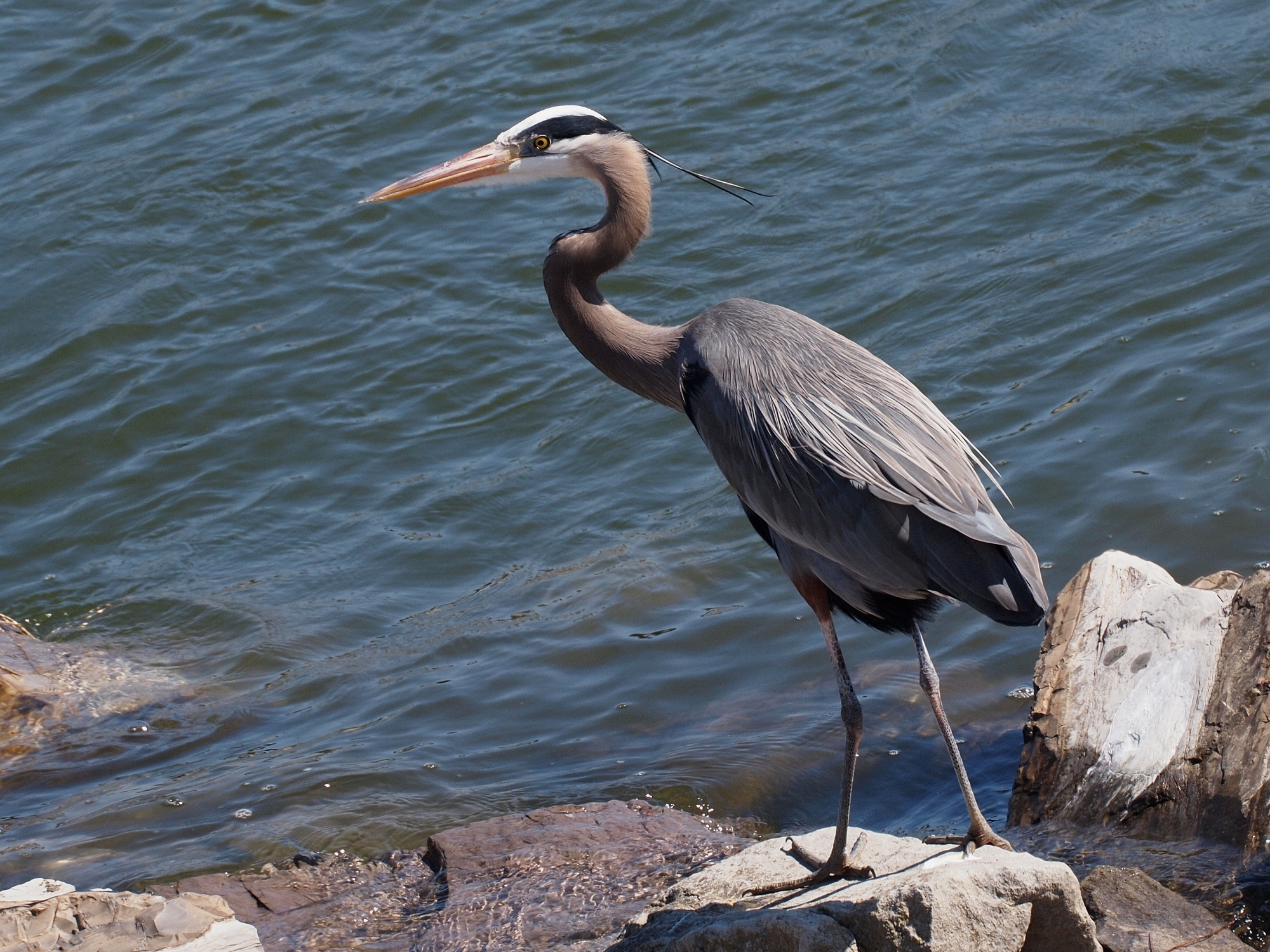
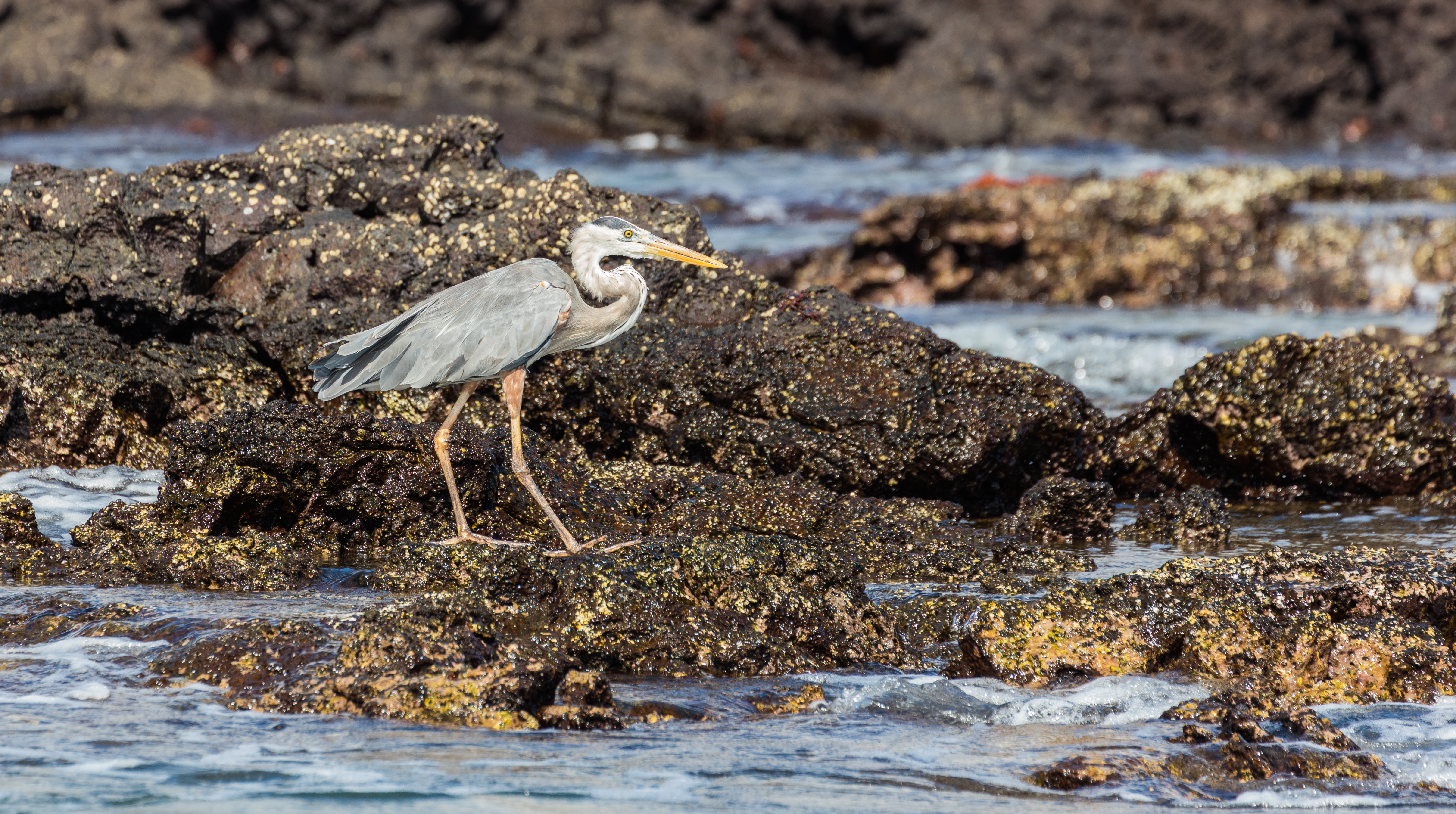

## Mô tả
Đây loài diệc Bắc Mỹ lớn nhất và trong số tất cả các loài diệc còn tồn tại, nó chỉ bị vượt qua bởi diệc goliath (Ardea goliath) và diệc bụng trắng (Ardea insignis). Loài này có chiều dài từ đầu đến đuôi là 91–137 cm (36–54 in), sải cánh dài 167–201 cm (66–79 in), chiều cao 115–138 cm (45–54 in), và cân nặng 1,82–3,6 kg (4,0–7,9 lb) Tại British Columbia, con trống trưởng thành nặng trung bình 2,48 kg (5,5 lb) và con mái trưởng thành 2,11 kg (4,7 lb). Ở Nova Scotia và New England, diệc trống và diệc mái trưởng thành cân nặng trung bình 2,09 kg (4,6 lb), trong khi ở Oregon, cả con trống và con mái có cân nặng trung bình 2,09 kg (4,6 lb) Do đó, diệc xanh lớn nặng gần gấp đôi  những con diệc lớn (Ardea alba), mặc dù chỉ cao hơn chúng một chút, nhưng chúng có thể nặng bằng một nửa con diệc goliath lớn.